# Otto Trieloff
Otto Paul Trieloff  (Duisburg, Rin del Nord-Westfàlia, 17 de novembre de 1885 – Essen-Rüttenscheid, 6 de juliol de 1967) va ser un atleta alemany que va competir a primers del segle xx.
El 1908 va prendre part en els Jocs Olímpics de Londres, on guanyà la medalla de plata en la cursa dels relleus combinats, formant equip amb Hans Eicke, Arthur Hoffmann i Hanns Braun.
Trieloff va córrer el tercer relleu, el de 400 metres. L'equip va superar fàcilment la primera ronda eliminant a l'equip neerlandès. En la final, tot i que ho intentaren, no pogueren superar a l'equip estatunidenc, acabant en segona posició. També disputà la prova dels 400 metres, acabant segon en la seva sèrie de la primera ronda i quedant eliminat.